# Димитрий (Добросердов)
Архиепи́скоп Дими́трий (в миру Иван Иванович Добросердов; 22 января 1865, село Пахотный Угол, Тамбовский уезд, Тамбовская губерния — 21 октября 1937, Бутовский полигон, Московская область) — епископ Русской православной церкви, архиепископ Можайский, викарий Московской епархии.
Причислен к лику святых Русской православной церкви в 2000 году.

## Биография
Родился в семье священника. Окончил Тамбовскую духовную семинарию в 1885 году, Московскую духовную академию в 1898 году со степенью кандидата богословия.
В 1885—1889 года — учитель земской школы в Моршанском уезде Тамбовской губернии.
С 6 мая 1889 года — священник Никольской церкви села Мамонтово Тамбовской губернии, заведующий и законоучитель Мамонтовской церковно-приходской школы. После того, как у него умерли жена и дети, уехал из Тамбовской губернии в Москву.
С 1898 года — законоучитель 4-й Московской гимназии, настоятель, а с 1899 — настоятель гимназической церкви.
С 1899 года, одновременно, секретарь Педагогического общества по вопросам религиозно-нравственного образования и воспитания.
В 1908 года пострижен в монашество, возведён в сан архимандрита и определён на должность синодального ризничего и настоятеля московской церкви Двенадцати Апостолов в Кремле.
С 1909 года, одновременно, наблюдатель послушнических школ ставропигиальных монастырей.

### Архиерейство

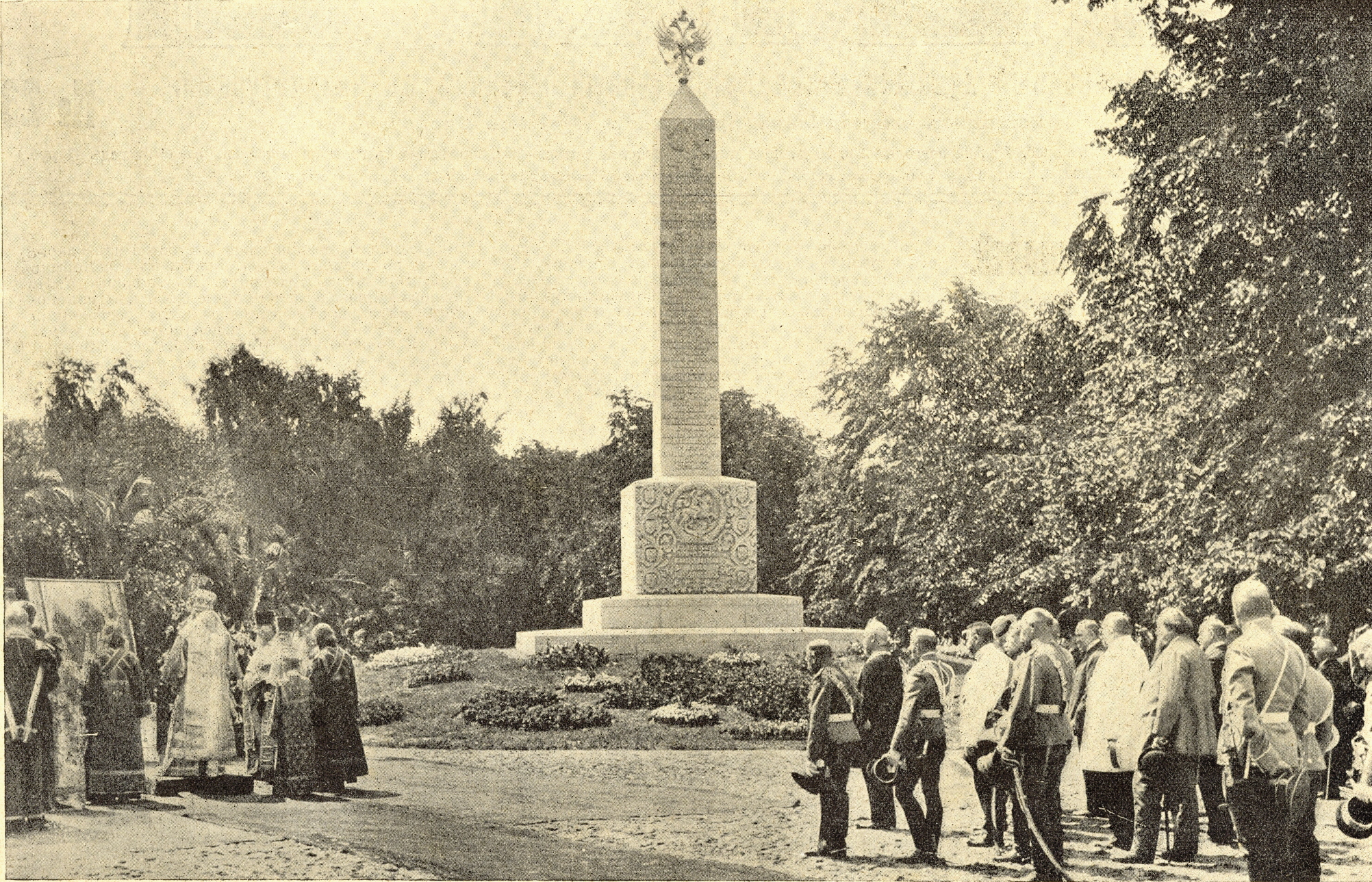
На открытии Романовского обелиска в 1914 году

18 мая 1914 года в Московском Большом Успенском соборе хиротонисан во епископа Можайского, викария Московской епархии. Чин хиротонии совершили: митрополит Московский и Коломенский Макарий (Невский), архиепископ Тверской Алексий (Опоцкий), епископ Дмитровский Трифон (Туркестанов), епископ Серпуховский Анастасий (Грибановский), епископ Верейский Модест (Никитин), епископ Архангельский Нафанаил (Троицкий).
Заведовал богословскими педагогическими курсами в Москве, руководил изданием научного художественно-иллюстрированного описания Патриаршей ризницы.
С 1917 года — настоятель Саввино-Сторожевского монастыря.
15 января 1918 года назначен епископом Дмитровским, викарием Московской епархии.
В 1921 году назначен епископом Ставропольским. Под натиском обновленцев, которых поддерживали представители властей, был вынужден покинуть Ставропольскую епархию и переехал в Москву.
С 13 апреля 1923 года — епископ Ставропольский.
С июня 1923 года — епископ Бакинский.
26 сентября (9 октября) 1923 года Патриархом Тихоном назначен епископом Козловским, викарием Тамбовской епархии, и временно управляющий Тамбовской епархией.
Активно противостоял обновленчеству (все храмы города, кроме одного, при нём вернулись в Патриаршую церковь), пользовался авторитетом среди верующих, получил известность как прекрасный проповедник. Местный отдел ОГПУ отмечал, что «благодаря авторитетности и политике Димитрия, тихоновское движение в городе Козлове и уезде растёт не по дням, а по часам». В 1925 году был арестован, был вынужден покинуть Тамбовскую епархию, жил в Москве, служил в столичных и подмосковных храмах. Некоторое время жил в г. Сочи.
После уклонения митрополита Митрофана (Симашкевича) в григорианский раскол, о чём стало известно в январе 1926 года, был назначен архиепископом Донским, но, судя по всему, остался жить в Москве.
В том же году ответственный сотрудник ОГПУ Евгений Тучков потребовал от него выезда из Москвы.
Уехал в Пятигорск, где в 1927 году Заместитель Патриаршего местоблюстителя митрополит Сергий (Страгородский) учредил новую епархию и назначил его правящим архиереем. Служил в Пантелеимоновской церкви в Кисловодске.
31 декабря 1929 года назначен архиепископом Костромским и Галичским.
25 июня 1930 года был назначен архиепископом Сталинградским, но назначение было отменено.
13 мая 1932 года уволен на покой.
С 27 июня 1932 года — вновь архиепископ Пятигорский.
19 сентября 1932 года вновь уволен на покой.
С 16 июня 1933 года — архиепископ Калужский и Боровский.
С 23 марта 1934 года — архиепископ Можайский, викарий Московской епархии. Жил в сторожке при Ильинской церкви на Большой Черкизовской улице.
29 сентября 1937 был арестован и заключен в Бутырскую тюрьму. Обвинён в антисоветской агитации: в заявлениях о том, что в СССР существуют гонения на религию и духовенство, и в распространении слухов о расстреле митрополита Петра (Полянского). Виновным себя не признал.
Вместе с архиепископом Димитрием были арестованы:
- архимандрит Амвросий (в миру Алексей Аникеевич Астахов, 1860—1937).
- игумен Пахомий (в миру Павел Акимович Туркевич, 1864—1937).
- диакон Иван Семёнович Хренов (1888—1937), по профессии бухгалтер, долгое время работал в различных учреждениях Москвы.
- монах Варлаам (в миру Василий Севастьянович Ефимов, 1903-?), работал курьером в милиции, тайно принял постриг в 1935.
- монахиня Татьяна (в миру Татьяна Николаевна Бесфамильная, 1866—1937).
- Николай Александрович Рейн (1892—1937), в 1911 году окончил гимназию Креймана, в 1918 году — сельскохозяйственный институт; в 1920—1930 годы — научный сотрудник Тимирязевской сельскохозяйственной академии, в 1930—1937 — Института овощного хозяйства.
- Мария Николаевна Волнухина (1876—1937), вдова фабриканта, в конце жизни странствовала и нищенствовала, почиталась верующими за подвижническую жизнь и прозорливость.
- Надежда Григорьевна Ажгеревич (1877—1937), из крестьян, жила у монахинь. Нищенствовала.

Никто из них не признал свою вину. 17 октября все арестованные, кроме монаха Варлаама, были приговорены к расстрелу. Монах Варлаам приговорён к 10 годам лишения свободы и вскоре скончался в лагере в Коми АССР.
21 октября 1937 года архиепископ Димитрий вместе со всеми был расстрелян на Бутовском полигоне под Москвой и погребен в общей безвестной могиле.

## Канонизация
Юбилейный Архиерейский собор Русской православной церкви в августе 2000 причислил к лику святых архиепископа Димитрия и осуждённых вместе с ним людей.

## Сочинения
- Беседа в Московской Марфо-Мариинской обители милосердия / Архим. Димитрий. — М.: печ. А.И. Снегирёвой, 1914. — 16 с.
- Св. благоверный князь Московский Даниил и Данииловский монастырь в Москве / Еп. Димитрий Можайский. — М.: Печ. А. И. Снегирёвой, 1916. — 15 с.
- Владимирская чудотворная икона Богоматери — благодатный источник утешения во дни испытаний русской земли / Еп. Димитрий Можайский. — М. : печ. А. И. Снегирёвой, 1915. — 15 с.
- Слово пред совершением паннихиды по приснопамятном митрополите Платоне, произнесенное в церкви Епархиальнаго дома 18 ноября 1912 г.  / архимандрит Димитрий, действительный член церковно-археологическаго отдела при Обществе любителей духовнаго просвещения. — М.: Русская печатня, 1913. — 4 с.